# Головино (Петушинский район)
Головино — деревня в Петушинском районе Владимирской области России, входит в состав Нагорного сельского поселения.

## География
Деревня расположена на берегу реки Вольга (левый приток р. Клязьмы) в 11 км на север от города Покров и в 28 км на северо-запад от райцентра города Петушки на высоте 126–145 м над уровнем моря. В деревне три улицы — Центральная, Полевая и Александра Князева.

## История
В конце XVIII – начале XIX веков Головино – владельческая деревня Покровского уезда Владимирской губернии, вотчина князей Прозоровских. После постепенного угасания этого знаменитого рода в 1824 году половина деревни перешла во владение к княгине А.А. Голицыной, а в 1840 году вторая её половина – к княгине В.Ю. Трубецкой.
Владельцы деревни в XVIII–XIX веках:
1782 г. – князь Александр Александрович Прозоровский (1733–1809) и князь Иван Андреевич Прозоровский (1712–1786);
1795 г. – князь Александр Александрович Прозоровский (1733–1809) и князь Иван Иванович Прозоровский (1754–1811);
1810–1811 гг. – княгиня Анна Михайловна Прозоровская (1749–1824) и князь Иван Иванович Прозоровский (1754–1811);
1816 г. – княгиня Анна Михайловна Прозоровская (1749–1824) и княгиня Татьяна Михайловна Прозоровская (1769–1840);
1830–1849 гг. – княгиня Анна Александровна Голицына (1782–1863) и княгиня Татьяна Михайловна Прозоровская (1769–1840);
1855–1860 гг. – князь Константин Федорович Голицын (1819–1884) и княгиня Варвара Юрьевна Трубецкая (1828–1901).
До 1885 года деревня Головино входила в состав прихода храма Тихвинской иконы Божией Матери в селе Ивановское-Прозоровских, который находился в 8 верстах. В 1881–1885 гг. в деревне построен и благолепно украшен святыми иконами Троицкий храм. Его главными устроителями были крестьяне села Головино И.Р. Романов, И.С. Косаткин, A.M. Автономов и московский купец Н.В. Лепёшкин. Освящение главного престола совершено лично архиепископом Владимирским и Суздальским Феогностом (Лебедевым, на Владимирской кафедре с 1878 по 1892 г.). Престолов в храме было три: главный во имя Живоначальной Троицы, в приделах во имя святителя Николая Чудотворца и благоверного и великого князя Александра Невского. До 1896 года церковь была приписной к Тихвинскому храму села Ивановского-Прозоровских, затем имела самостоятельный причт, который состоял из священника и псаломщика.
В конце XIX — начале XX века село входило в состав Покров-Слободской волости Покровского уезда.
С 1929 года деревня входила в состав Перновского сельсовета Петушинского района, в 1945—1960 гг. — в Покровский район, позднее вплоть до 2005 года — в составе Ивановского сельсовета.

## Население
Численность крестьян в деревне Головино согласно ревизским сказкам и исповедным ведомостям в XVIII-XIX веках (человек):
1782 г. – 284, 1795 г. – 315, 1810 г. – 322, 1816 г. – 324, 1830 г. – 377, 1855 г. – 461, 1860 г. – 477.

В «Списках населенных мест Владимирской губернии» за 1859 год указана численность населения в д. Головино – 259 человек. Однако, по факту – это численность крестьян в половине деревне, принадлежавшей княгине В.Ю. Трубецкой.
| 1859 | 1905 | 2002 | 2010 | 2021 |
| ---- | ---- | ---- | ---- | ---- |
| 259  | ↗515 | ↘218 | ↗278 | ↘190 |

## Достопримечательности
В деревне находится недействующая Церковь Троицы Живоначальной (1881 г.), а также деревянный храм-часовня Михаила Архангела, построенный в 2020–2021 гг.